# Октафторксенат(VI) цезия
Октафторксенат(VI) цезия — Cs2XeF8, неорганическое комплексное соединение цезия, имеющее ионное строение. Соединение благородного газа ксенона.

## Получение
Получают реакцией фтора с ксеноном в присутствии фторида цезия при нагревании под давлением.

## Свойства
Кремовое твердое вещество, устойчивое при комнатной температуре. Очень сильный окислитель. Самое термически устойчивое соединение ксенона.
При нагревании до 400 °С разлагается.